# Tony Southgate

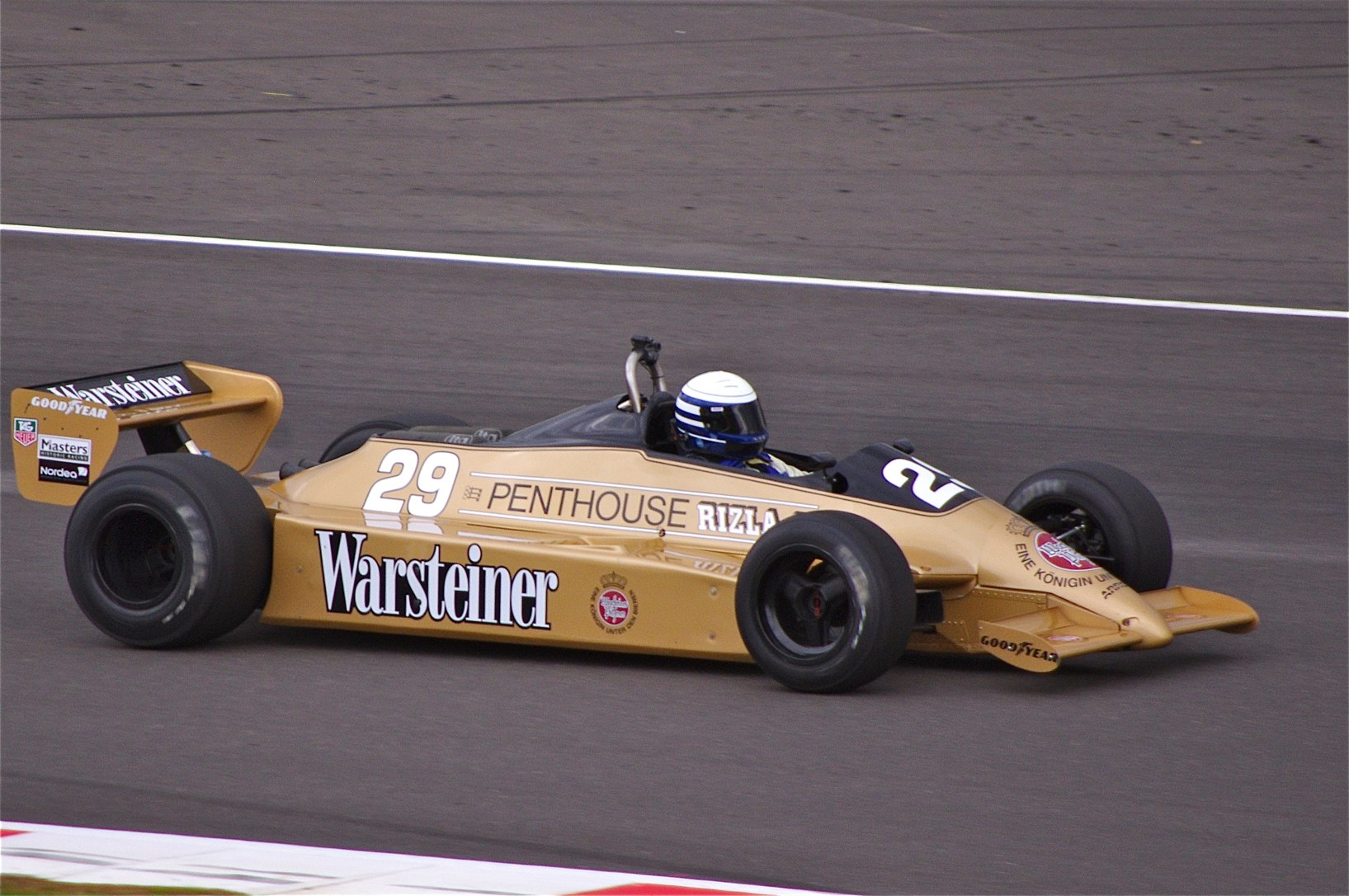
Arrows A3

Tony Southgate (Coventry, 25 maggio 1940) è un dirigente sportivo, ingegnere e progettista britannico di vetture da competizione e da Formula 1, nonché cofondatore della scuderia Arrows.

## Carriera

### Gli inizi e la Formula 1

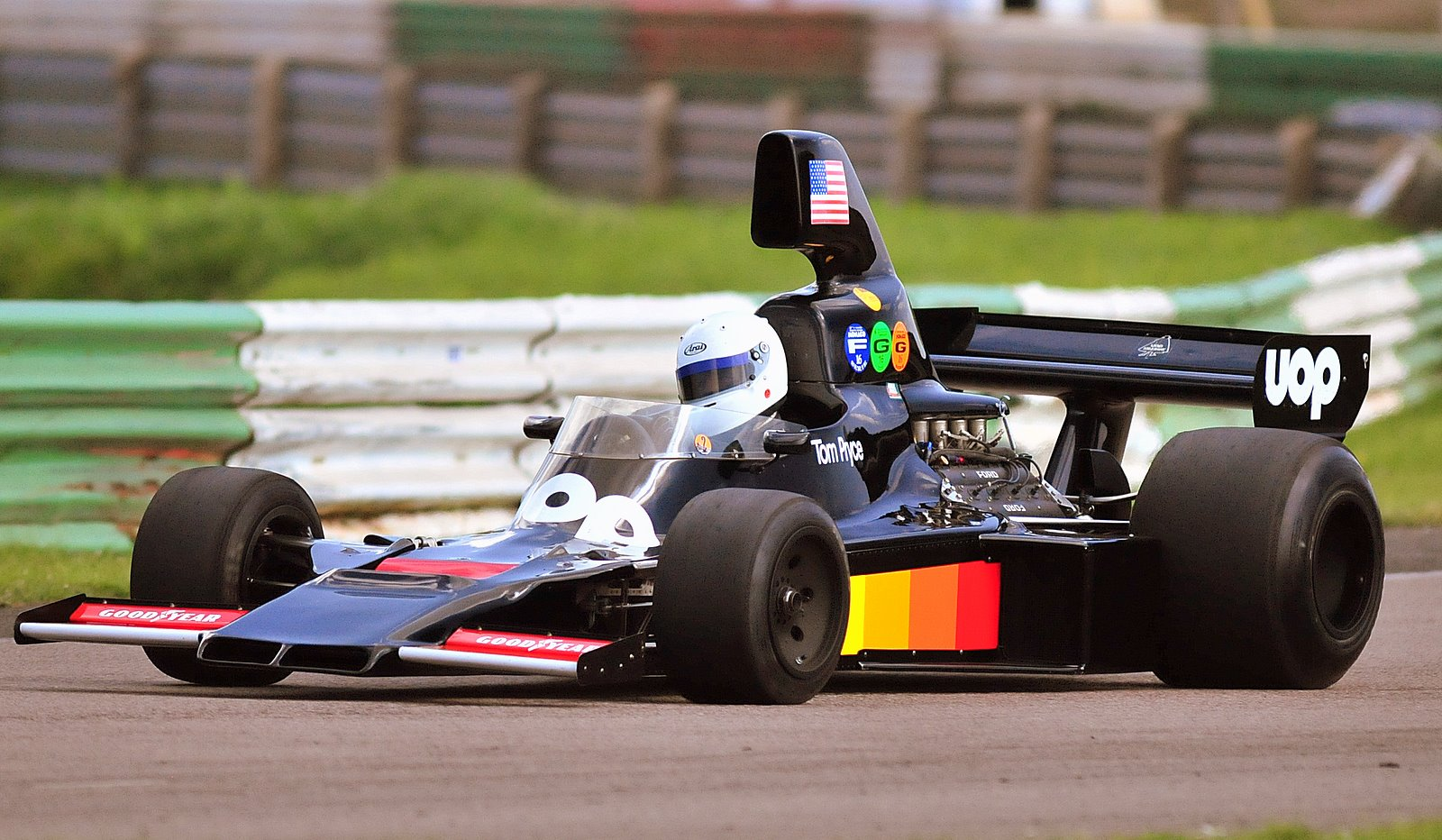
Shadow DN5

Ha maturato la sua prima esperienza nelle corse automobilistiche nel 1962 alla Lola, dove ha lavorato come progettista su vetture per la Formula 1, sport prototipo (tra cui la Lola T70) e la serie Indycar. Si è poi trasferito alla Brabham per un anno, ma in seguito è tornato alla Lola per lavorare con Eric Broadley sulla vettura che ha poi vinto il campionato CanAm nella sua stagione di debutto con John Surtees. In seguito Dan Gurney lo ha assunto nel suo team di Formula 1 Eagle. Southgate qui ha sviluppato una vettura per la Formula 5000 e la Eagle 68 Drake/Offenhauser, con la quale Bobby Unser vinse la 500 Miglia di Indianapolis nel 1968.
Nel 1970 Southgate ha assunto la carica di capo progettista nel team BRM di Formula 1, progettando varie monoposto per il team britannico, tra cui la P153 e la P160. Nella prima stagione, Pedro Rodríguez sulla BRM P153 è stato in grado di ottenere la prima vittoria della squadra in quattro anni. Nel 1971, Jo Siffert e Peter Gethin hanno ottenuto una vittoria ciascuno con la BRM P160 con la squadra che ha terminato il campionato costruttori al secondo posto dietro la Tyrrell. 
Alla fine del 1972, Southgate passa al Team Shadow che aveva in programma di entrare in Formula 1 nella stagione 1973. Southgate ha progettato la Shadow DN1 e la Shadow DN2 per la serie CanAm.

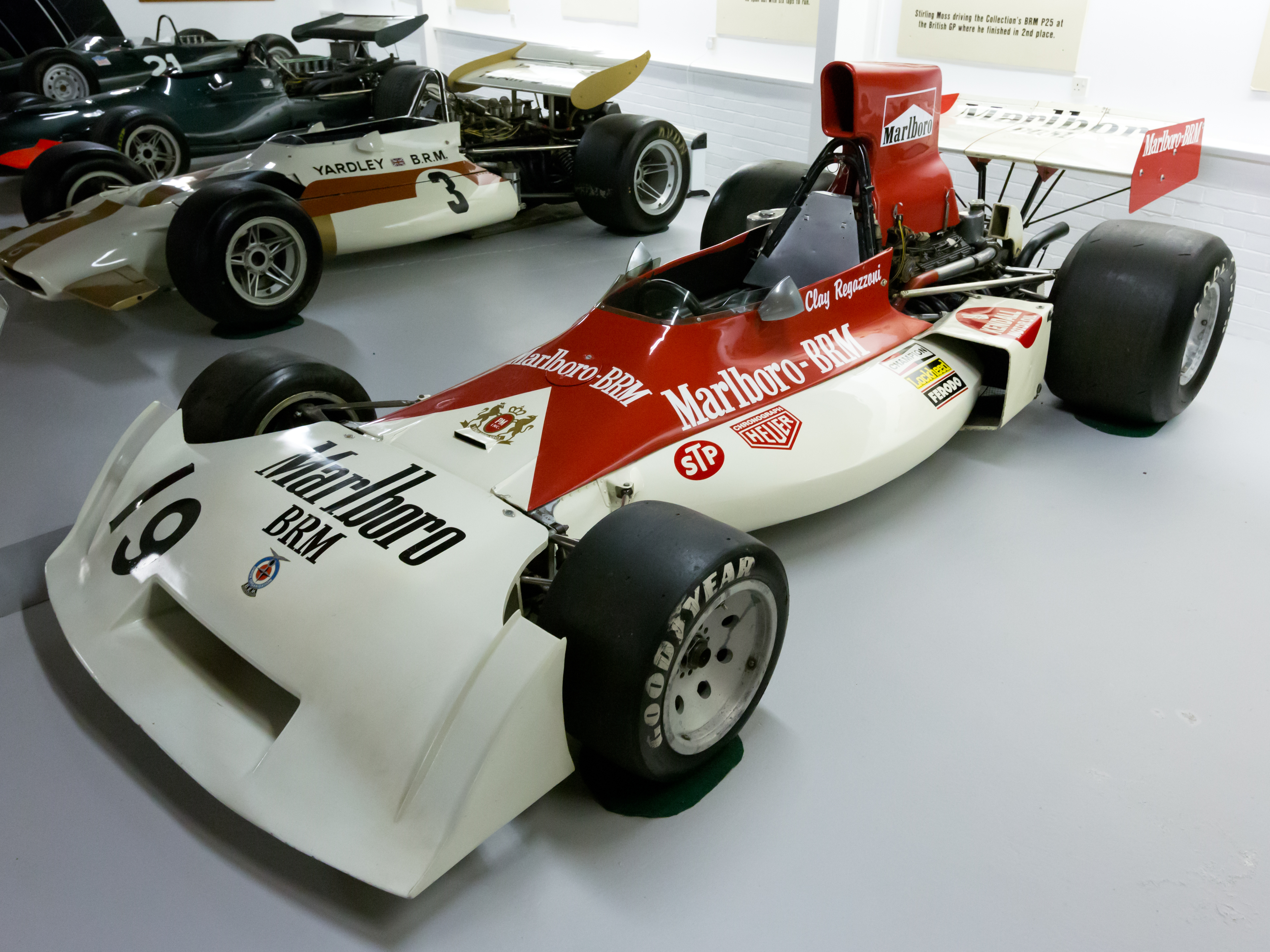
BRM P160

Alla fine del 1975, Southgate passa alla Lotus, dove è stato coinvolto nello sviluppo della Lotus 77 e della Lotus 78 al fianco di Peter Wright.
A metà del 1977 torna alla Shadow, ma se ne va via di nuovo alla fine dell'anno per poi fondare la scuderia Arrows. Il nome della scuderia è composto dalle prime lettere dei cognomi dei fondatori, con la "S" che sta per Southgate.
La prima vettura di Formula 1 del nuovo team la Arrows FA1 era troppo simile alla Shadow DN9 venendo squalificata dalla FIA dopo una causa per violazione dei diritti d'autore. Southgate quindi ha progettato le monoposto A2 e A3 per poi lasciare la squadra e lavorare come freelance fino al 1980.

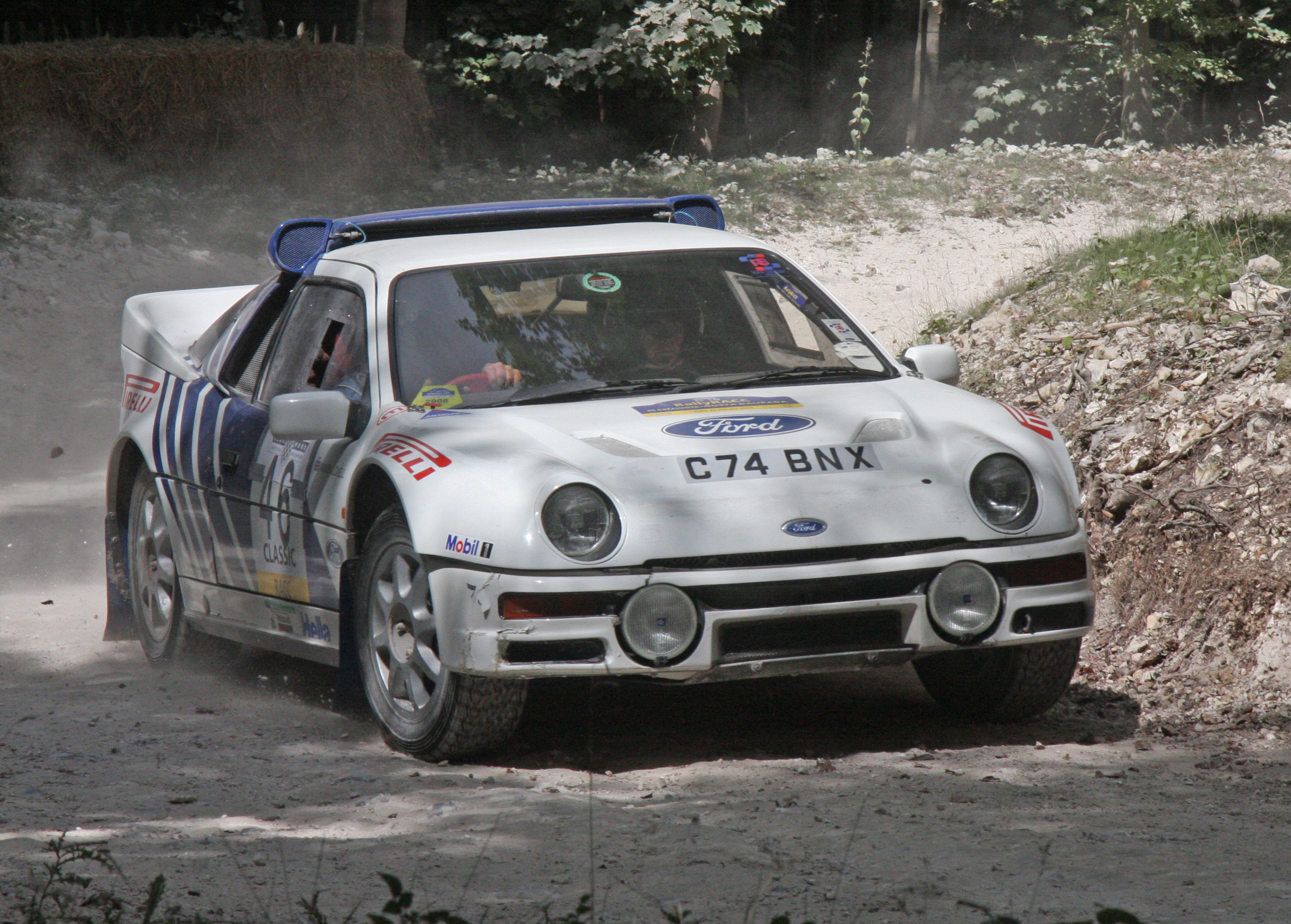
Ford RS200

Alla fine del 1980 Southgate torna in Formula 1 e progetta la TY01 per la Theodore Racing durante la stagione 1981.
Nel 1983 progettò l'Osella FA1E, la sua ultima vettura di Formula 1. 

### Rally e Sport Prototipi
Dopo che il team Theodore si è fuso con la Ensign alla fine del 1982, Southgate ha co-fondato la Auto Racing Technology con John Thompson, venendo coinvolto in due progetti Ford, tra cui lo sviluppo della Ford RS200 e la Ford C100.

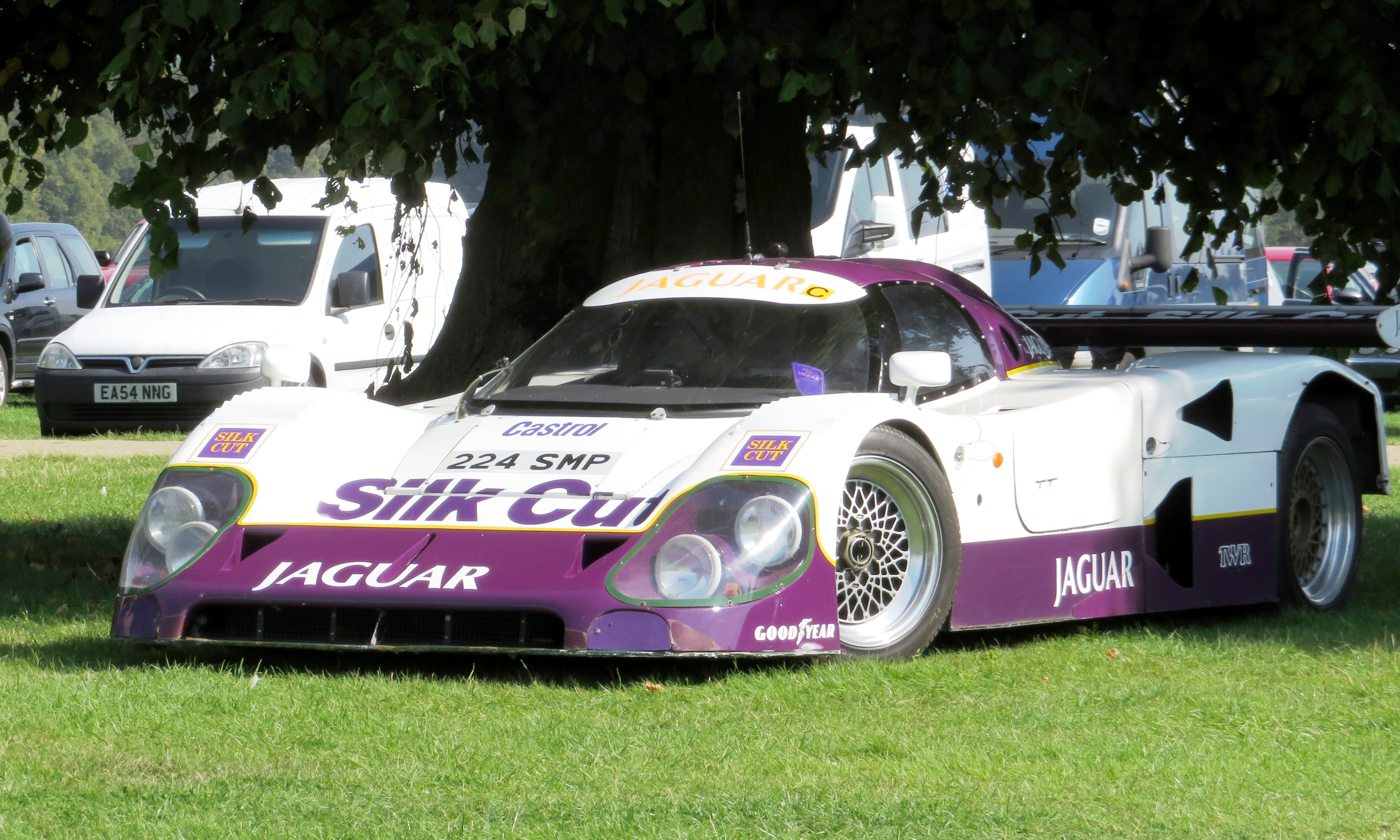
Jaguar XJR-9

Nel 1984 Southgate passa alla Tom Walkinshaw Racing, dove è stato il responsabile della progettazione delle Jaguar XJR-9 e 12, che hanno vinto tre volte il World Sports Car Championship e due volte la 24 Ore di Le Mans. È rimasta alla TWR fino al 1991 e poi ha continuato a lavorare come progettista per la Toyota (Toyota TS010), Ferrari (Ferrari 333SP), Lister, di nuovo TWR (Nissan R390 GT1) e Audi (Audi R8R e R8C).

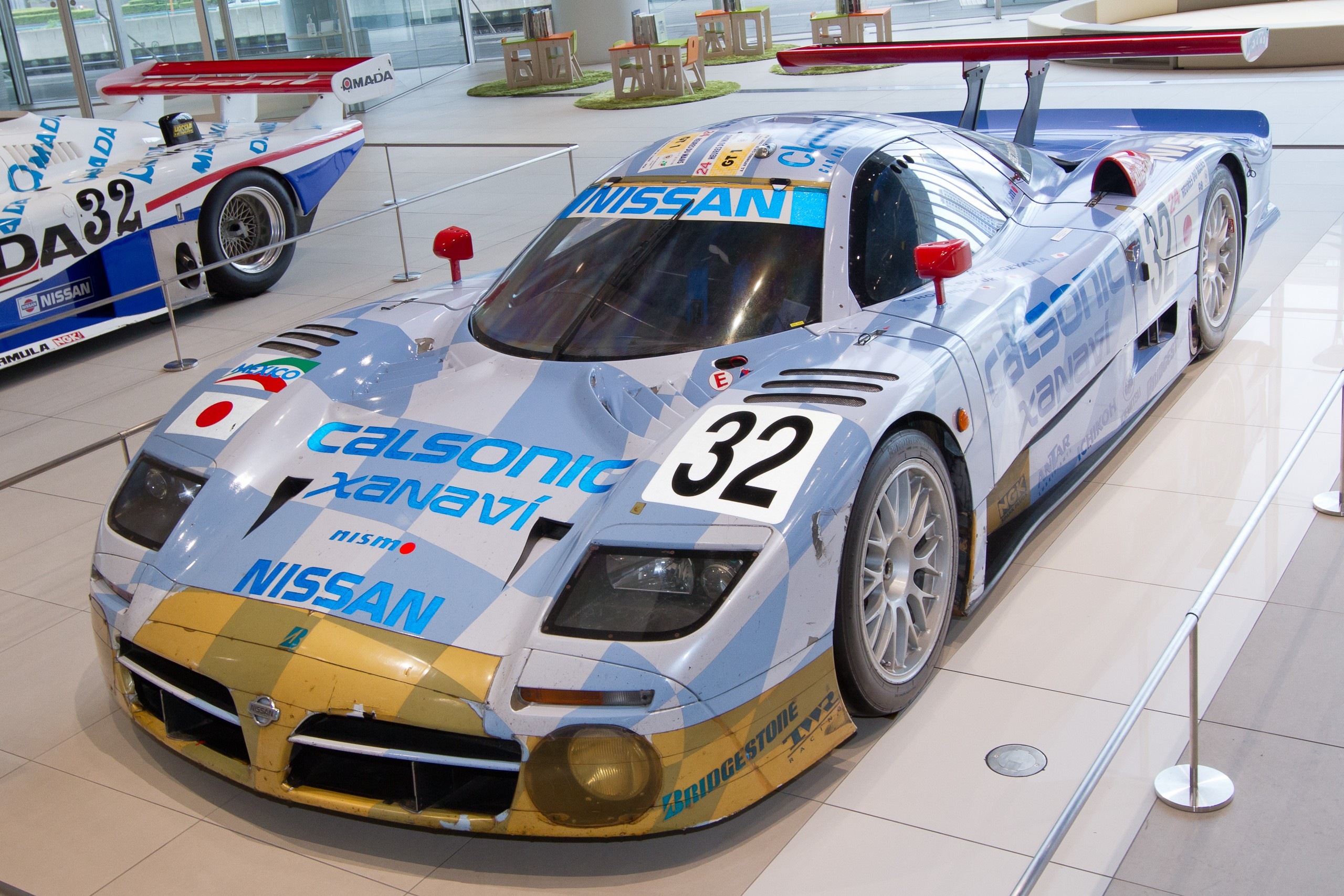
Nissan R390 GT1

## Vetture progettate
- Lola Mk4
- Lola T70
- BRM P153
- BRM P160B
- BRM P180
- Shadow DN1
- Shadow DN3
- Shadow DN5
- Lotus 77
- Lotus 78
- Arrows FA1
- Arrows A1
- Arrows A2
- Arrows A3
- Theodore TY01
- Osella FA1E
- Ford C100
- Ford RS200
- Jaguar XJR-9
- Jaguar XJR-12
- Toyota TS010
- Ferrari 333SP
- Nissan R390 GT1
- Audi R8R
- Audi R8C